# Continental Films
Pour les articles homonymes, voir Continental.
La Continental Films, dite Continental, est une société de production cinématographique française, active durant l'Occupation, et financée par des capitaux allemands. Elle est l’ancêtre d’UGC. 
Créée en 1940 par Joseph Goebbels dans le but de contrôler le cinéma français, elle est dirigée par le francophile Alfred Greven qui ne tiendra pas toujours compte des ordres de Berlin. La société produit entre 1941 et 1944 une trentaine de longs-métrages de qualité, dont certains comme L'assassin habite au 21, La Main du diable, Au Bonheur des Dames ou Le Corbeau sont devenus des classiques français.
La Continental disparaîtra à la Libération, devenant, nationalisée, l’Union Générale des Cinémas, qui deviendra en 1971 l'Union générale cinématographique.

## Intentions initiales
La Continental Films est, à l'instar de la A.E.G.-Tobis-Klangfilm, une société de production cinématographique « de droit français à capitaux allemands » créée en septembre 1940 par Joseph Goebbels, grand ordonnateur et ministre de la Propagande du IIIème Reich. Pour Goebbels, l'objet de cette société est avant tout politique, afin de garder la mainmise sur la production cinématographique des pays occupés : 

« Notre politique en matière de cinéma doit être identique à celle des États-Unis envers l'Amérique du Nord et du Sud. Nous devons devenir le pouvoir cinématographique sur le continent européen. Dans la mesure où des films seront produits dans d'autres pays, ils devront garder un caractère purement local. Nous avons pour but d'empêcher, autant que possible, la création de toute industrie nationale du cinéma. »

La Continental possède des crédits sans commune mesure avec ceux des autres studios de l'époque de la collaboration que facilite l'emploi d'une pellicule d'excellente qualité (neuve et ne provenant pas de récupération), de matériaux nécessaires aux décors et costumes qui sont pratiquement impossibles à trouver ailleurs. Cette aisance relative n'évite pas pour autant une économie grandissante de moyens, au gré des rationnements, des coupures d'électricité, des bombardements puis de l'avancée des alliés en 1944.

## L'ambigu Alfred Greven
Goebbels nomme à la tête de la Continental Alfred Greven, ancien militaire, francophile convaincu qui avait suivi des études en France et admirateur inconditionnel de la culture et du cinéma français. L'ambition première de Greven est de concurrencer le cinéma américain en produisant avant tout de bons films français avec les meilleures équipes techniques et de grands acteurs au service de sujets ambitieux, quitte à s'affranchir parfois des directives de Goebbels. Ainsi, Continental Films produira en 1943 Au Bonheur des Dames d'André Cayatte d'après le roman d'Émile Zola, auteur mis à l'index par les nazis. Selon Bertrand Tavernier, certains films produits par la Continental n'auraient jamais pu voir le jour s'ils avaient été soumis à la censure de Vichy. Les films de la Continental ne sont d'ailleurs pas soumis à la censure militaire nazie.

Goebbels apprécie peu les libertés que s'accorde Greven avec ses directives. À la suite de la projection de La Symphonie fantastique de Christian-Jaque, il écrit dans son journal :

« Je suis furieux que nos bureaux de Paris montrent aux Français comment représenter le nationalisme dans leurs films. J'ai donné des directives très claires pour que les Français ne produisent que des films légers, vides et, si possible, stupides. Je pense qu'ils s'en contenteront. Il n'est pas besoin de développer leur nationalisme »

Il ne faut toutefois pas exagérer les désaccords entre Greven et Goebbels, qui aurait pu aisément le limoger. Ils sont en ligne sur l'orientation de vacuité à donner à la Continental. Goebbels, dès 1934, avait demandé aux radios allemandes de modérer la propagande au profit de bluettes. Pour Olivier Mannoni, il « a compris le premier que pour embrigader le peuple, une bonne guimauve valait mieux qu’un long discours »

## Des Juifs à la Continental
Pour arriver à ses fins, Greven tente de rassembler les meilleurs éléments français. Rencontrant Jacques Prévert à Cannes, il tente de persuader celui-ci d'intégrer la Continental, et lui garantit une pleine liberté artistique. Prévert refuse, et commente ainsi ses intentions : « Hé non. D'ailleurs, vous avez déjà perdu ! […] Parce que vous n'avez pas de Juifs avec vous. Voyez Hollywood : on ne fait pas de cinéma sans eux ! »
Greven se met alors à la recherche de scénaristes juifs, et demande à Jean Aurenche de lui en présenter. Il finit par engager Henri Calef et Jean-Paul Le Chanois, juif, communiste et résistant. Greven n'est pas dupe de cette situation et la tolère dans le but de pouvoir utiliser des talents rares ne coûtant presque rien et, de ce fait, forcément appréciés (sous condition expresse de ne pas voir leurs patronymes figurer aux génériques ou de leur trouver des prête-noms). Selon des propos rapportés par le fantasque producteur Roger Richebé, Greven aurait déclaré, reprenant le mot de Prévert : « pour le cinéma, les Juifs sont les plus forts […] J'ai un juif chez moi, mais il ne sait pas que je le sais… »
D'autres résistants intègrent la Continental, comme l'assistant réalisateur Jean-Devaivre, pensant être plus protégés au sein même de l'organisation qu'ils combattent.

## Les films
Son catalogue ne dépasse pas trente réalisations à la fin de la Seconde Guerre mondiale, mais elle est un vivier de jeunes auteurs. Parmi eux, outre Henri-Georges Clouzot, figurent Claude Autant-Lara, Jacques Becker, Robert Bresson, André Cayatte, Jean-Devaivre (alors assistant), Christian-Jaque, Georges Lacombe qui rejoignent d'autres réalisateurs déjà célébrés avant-guerre comme Maurice Tourneur.
Du côté des acteurs, on trouve des presque débutants comme Gérard Philipe ou François Périer, mais aussi des artistes confirmés, notamment Raimu, Michel Simon, Fernandel, Pierre Larquey, Suzy Delair, Danielle Darrieux, Bernard Blier et, avant qu'il émigre en Amérique du Sud jusqu´à la Libération, Louis Jouvet.
Le dernier film produit par la société est Les Caves du Majestic, adaptation d'un roman de Georges Simenon avec Albert Préjean (dans le rôle du commissaire Maigret), Gabriello, Suzy Prim, Denise Grey pour les plus connus. Ce tournage est d'ailleurs évoqué dans le long-métrage de Bertrand Tavernier, Laissez-passer (2002).
La contribution la plus remarquable de la Continental au cinéma français est peut-être la production du Corbeau, de Clouzot. À la Libération, le Comité d'épuration du cinéma français inscrit cette œuvre sombre et pessimiste, ainsi que ses auteurs et acteurs, sur une liste noire. Certains d'entre eux, à l'image de Pierre Fresnay (alors président du syndicat « La Famille des professionnels du spectacle ») et Ginette Leclerc font un séjour en prison (six semaines au dépôt pour le premier, un an pour la seconde dont un passage au camp de Drancy — mais leur participation au Corbeau y compte pour assez peu). Clouzot devra attendre trois ans pour sortir du purgatoire et tourner Quai des Orfèvres en 1947.

## Filmographie complète
- 1941 : L'Assassinat du Père Noël de Christian-Jaque
- 1941 : Le Dernier des six de Georges Lacombe
- 1941 : Premier Rendez-vous d’Henri Decoin
- 1941 : Le Club des soupirants de Maurice Gleize
- 1941 : Péchés de jeunesse de Maurice Tourneur
- 1941 : Ne bougez plus de Pierre Caron
- 1941 : Caprices de Léo Joannon
- 1941 : Mam'zelle Bonaparte de Maurice Tourneur
- 1941 : Annette et la Dame blonde de Jean Dréville
- 1941 : La Symphonie fantastique de Christian-Jaque
- 1941 : Les Inconnus dans la maison d’Henri Decoin
- 1942 : Simplet de Fernandel
- 1942 : Mariage d'amour d’Henri Decoin
- 1942 : La Fausse Maîtresse d’André Cayatte d'après Honoré de Balzac
- 1942 : L'Assassin habite au 21 d’Henri-Georges Clouzot
- 1942 : Défense d'aimer de Richard Pottier
- 1942 : La Main du diable de Maurice Tourneur d'après Gérard de Nerval
- 1942 : Picpus de Richard Pottier
- 1943 : Vingt-cinq Ans de bonheur de René Jayet
- 1943 : Au Bonheur des Dames d’André Cayatte d'après Émile Zola
- 1943 : Adrien de Fernandel
- 1943 : Le Corbeau d’Henri-Georges Clouzot
- 1943 : Mon amour est près de toi de Richard Pottier
- 1943 : Le Val d'enfer de Maurice Tourneur
- 1943 : La Ferme aux loups de Richard Pottier
- 1943 : Pierre et Jean d’André Cayatte d'après Guy de Maupassant
- 1943 : La Vie de plaisir d’Albert Valentin
- 1943 : Le Dernier Sou d’André Cayatte
- 1943 : Cécile est morte de Maurice Tourneur
- 1944 : Les Caves du Majestic de Richard Pottier d'après Georges Simenon